# Грибановська (Ленінградська область)
Грибановська (рос. Грибановская) — присілок у Подпорозькому районі Ленінградської області Російської Федерації.
Населення становить 29 осіб. Належить до муніципального утворення Вінницьке сільське поселення.

## Історія
Згідно із законом від 1 вересня 2004 року № 51-оз належить до муніципального утворення Вінницьке сільське поселення.

## Населення
| 1873 | 1905 | 1997 | 2007 | 2010 |
| ---- | ---- | ---- | ---- | ---- |
| 55   | ↗75  | ↘45  | ↘34  | ↘29  |